# Biserica de lemn reformată din Someș-Uileac

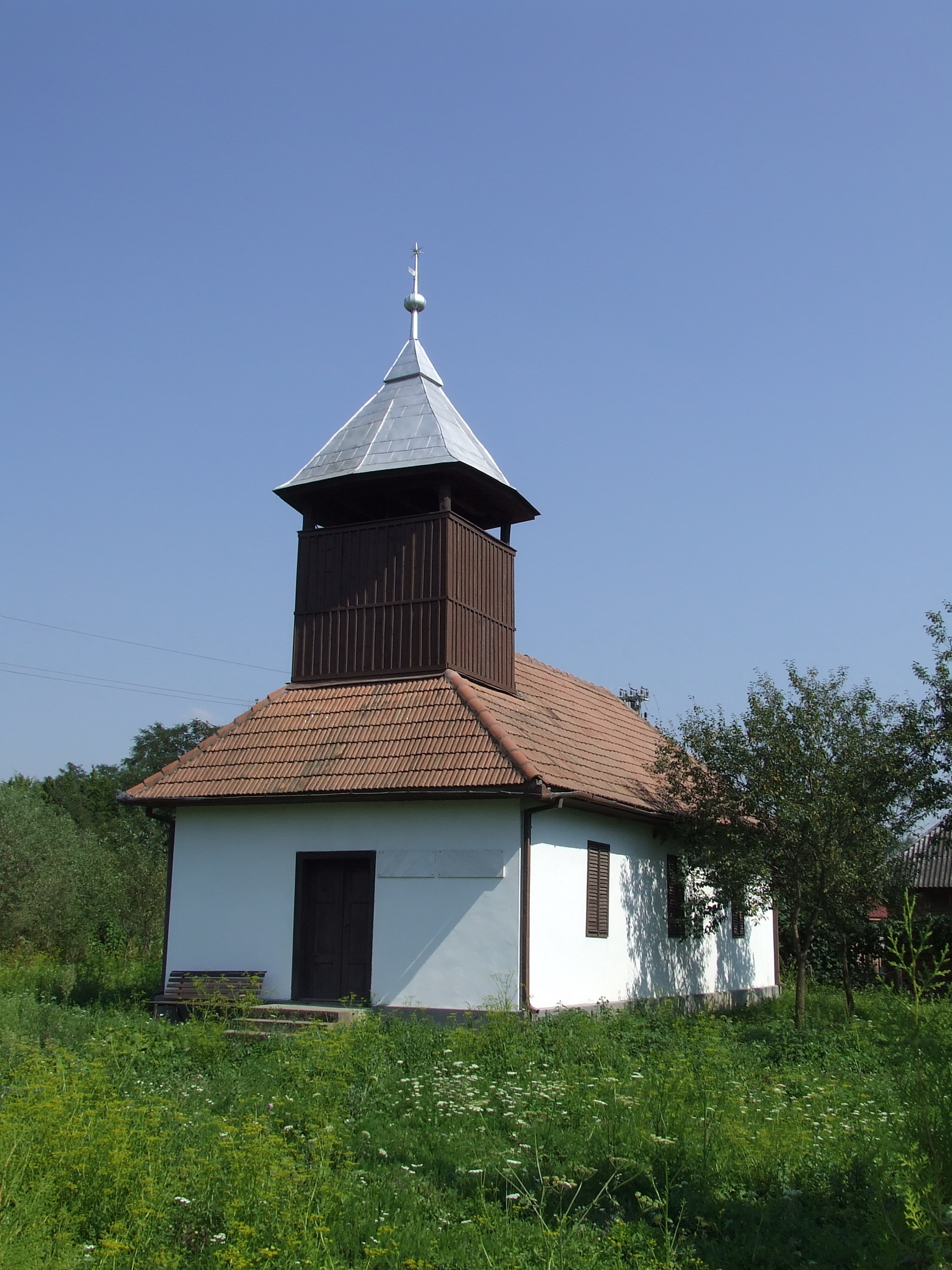
Biserica reformată de lemn din Someş-Uileac, judeţul Maramureş

Biserica de lemn reformată din Someș-Uileac, orașul Ulmeni, județul Maramureș, datează din anul 1699. Aparține cultului reformat (calvin). Biserica se află pe noua listă a monumentelor istorice sub codul LMI:  MM-II-m-A-04752.

## Imagini

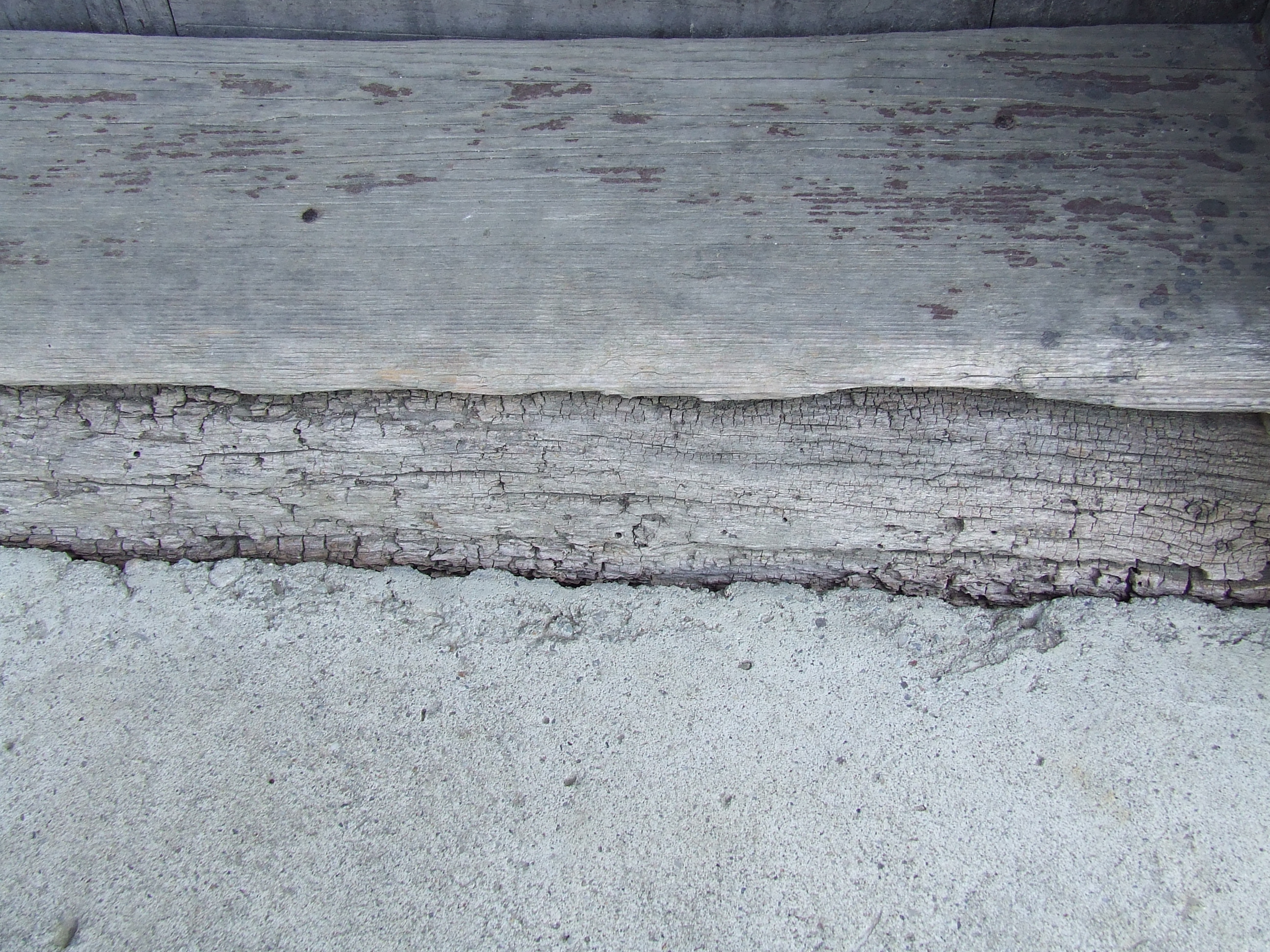
Talpa bisericii, sub pragul de la intrarea în biserică
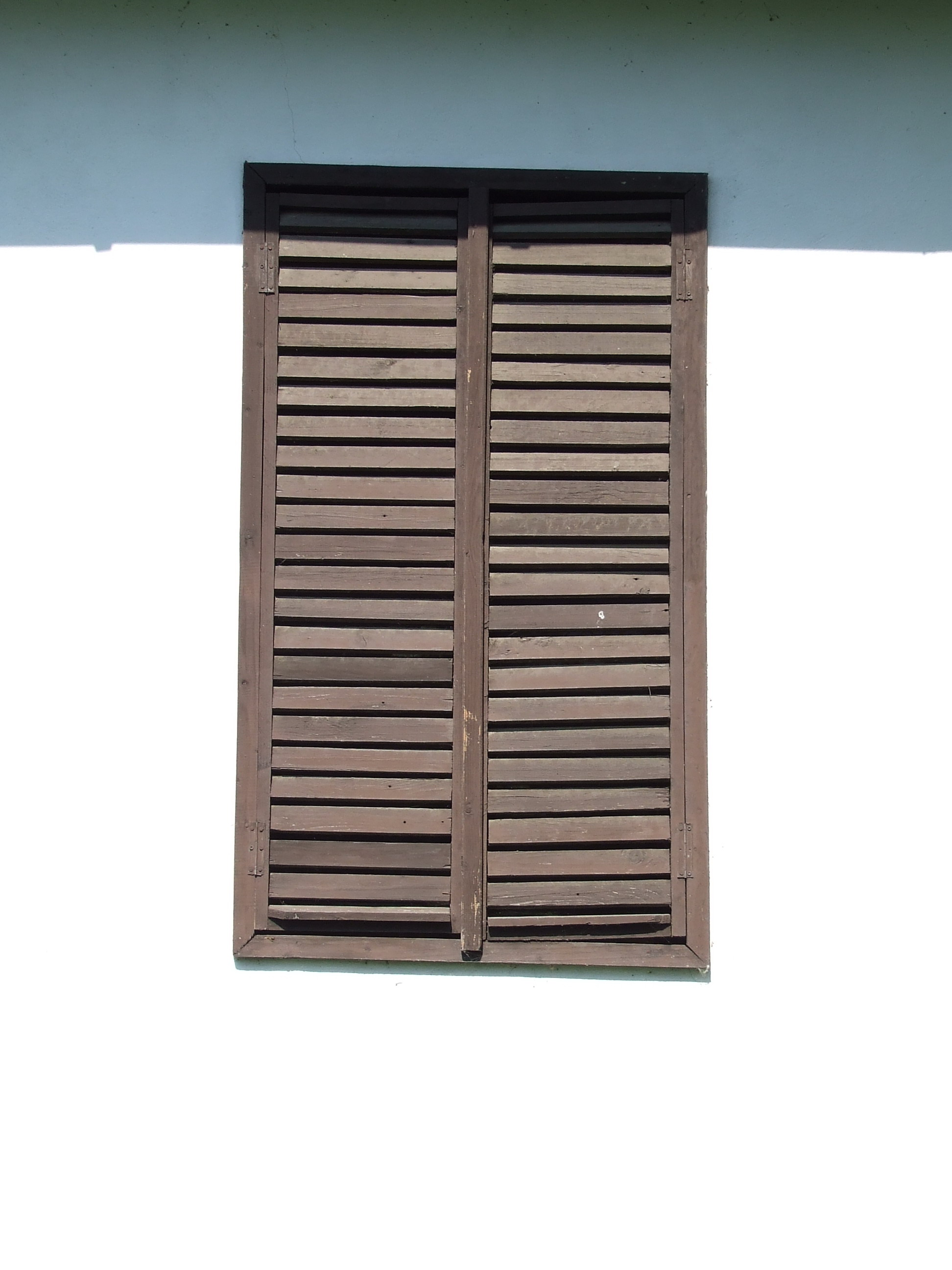
Fereastra bisericii
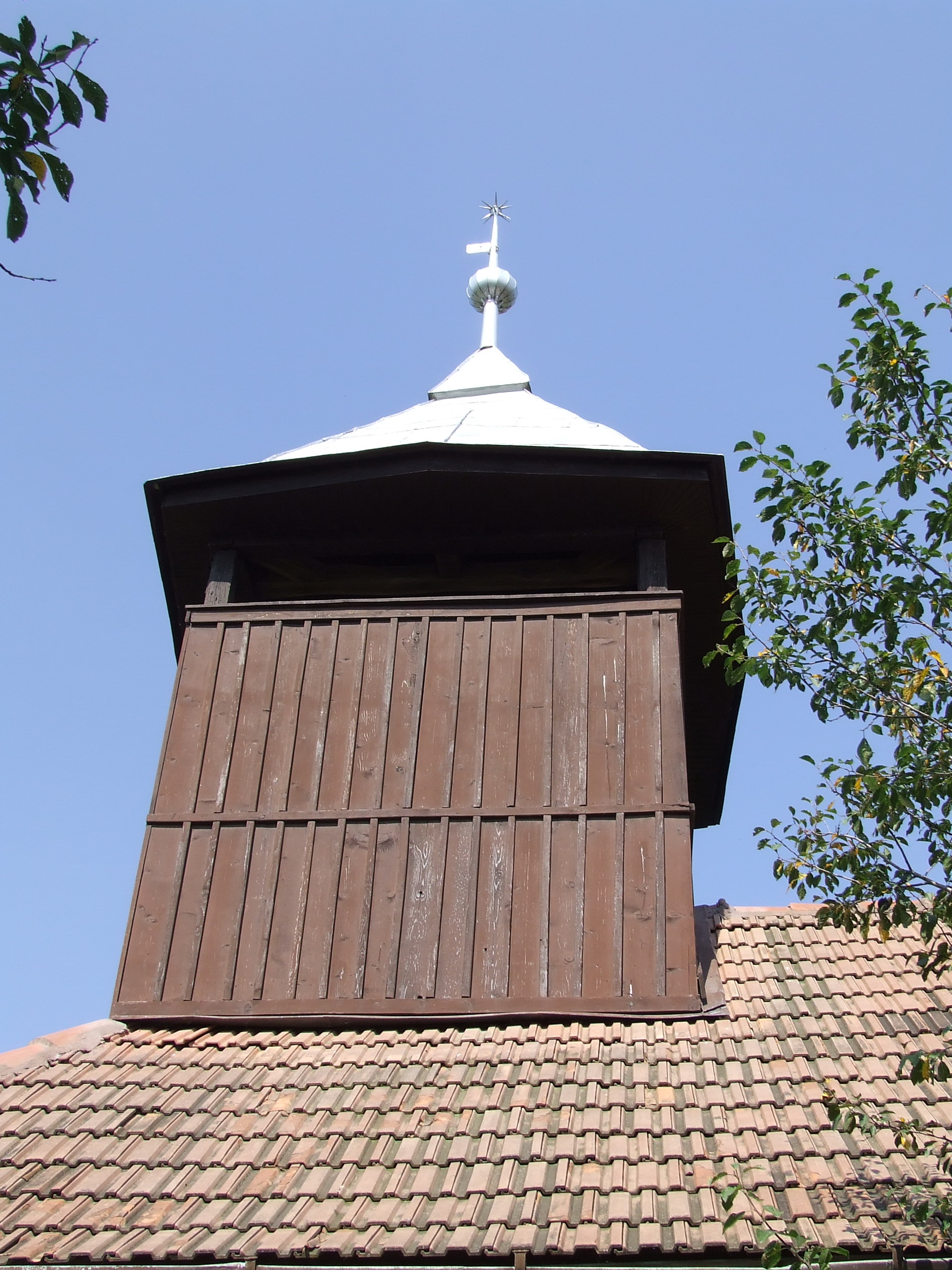
Turnul bisericii
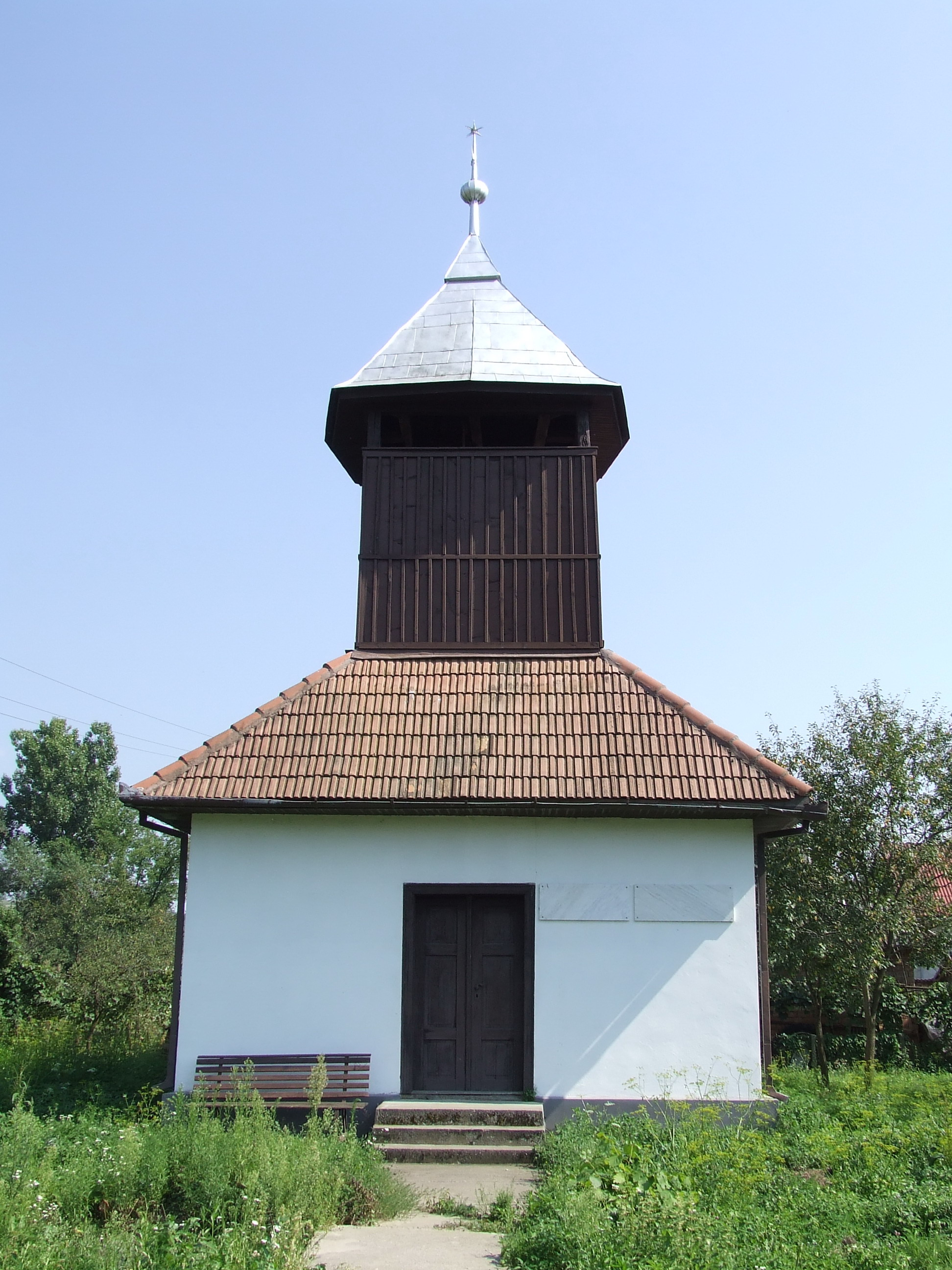
Vedere spre intrarea în biserică